# 조너선 케이크
조너선 케이크(영어: Jonathan Cake, 1967년 8월 31일 ~ )는 영국의 배우이다.

## 출연 작품
- 브라이즈헤드 리비지티드 (2008)
- 척 (2007)
- 식스 디그리즈 (2006)
- 더 거번먼트 인스펙터 (2005)
- 엠파이어 (2005)
- 아웃 오브 디 애쉬즈 (2003)
- 리버월드 (2003)
- 노아의 방주 (1999)
- 할리퀸 - 다이아몬드 걸 (1998)
- 나이트라이프 (1996)
- 카멜롯의 전설 (1995)
- 법과 질서 (1990)